# 세라비, 이것이 인생!
《세라비, 이것이 인생!》(프랑스어: Le Sens de la fête, 영어: C'est la vie!)는 2017년 개봉한 프랑스의 영화이다.

## 줄거리
출장 뷔페를 운영하는 웨딩 플래너 막스는 17세기 고성에서 한 결혼식 행사를 주관하게 된다.
그러나 직원들은 통제가 불가능하거나 아예 자리를 비우고 예비 신랑은 지나치게 요구를 해대고 전기 상황은 불안정하고 대리로 온 디스크 자키는 말을 듣지 않는다.
한편 막스는 아내와는 시험 별거 중이고, 종업원으로 일하는 프랑스어 문법학자 처남은 과거에 예비 신부를 좋아한 적이 있으며, 내연녀인 조수는 관계를 끝내자며 종업원 하나를 유혹하기 시작한다.

## 캐스팅

### 주연
- 장피에르 바크리 - 막스 역
- 질 를루슈 - 젬스 역
- 쉬잔 클레망 - 조지안 역

### 조연
- 장폴 루브 - 기 역
- 뱅상 마케뉴 - 쥘리앵 역
- 알방 이바노프 - 사미 역
- 쥐디트 셰믈라 - 엘레나 역
- 우일리암 레브길 - 세브 역
- 뱅자맹 라베른 - 피에르 역
- 에이 아이다라 - 아델 역
- 케빈 아자이스 - 파트리스 역
- 엘렌 뱅상 - 피에르의 어머니 역